# Dactylopodola indica
Dactylopodola indica is een buikharige uit de familie Dactylopodolidae. Het dier komt uit het geslacht Dactylopodola. Dactylopodola indica werd in 1968 voor het eerst wetenschappelijk beschreven door Rao & Ganapati. 